# Hrebet Turgeneva
Hrebet Turgeneva (englische Transkription von russisch Хребет Тургенева Chrebet Turgenewa, deutsch ‚Turgenewgrat‘) ist ein Gebirgskamm im ostantarktischen Königin-Maud-Land. Im Gebirge Sør Rondane erstreckt er sich an der südöstlichen Seite des Deromfjellet im nordöstlichen Teil der Walnumfjella.
Russische Wissenschaftler benannten ihn. Der Namensgeber ist nicht überliefert.